# FK BASK
Nogometni klub BASK (srpski: ФК БАСК, latinicom: FK BASK) je nogometni klub iz Srbije, iz Beograda. Ime je kratica za Beogradski akademski sportski klub. Jedan je od najstarijih klubova u Srbiji. Osnovan je 1903. godine. Danas se natječe u Prvoj ligi Srbiji, koja je zapravo 2. liga. Sezone 2010./11. se je plasirao u Superligu Srbije.
Utakmice igra na igralištu Carevoj ćupriji.
Klupske boje 1932. bile su crna i bijela.
Klub je mijenjao imena kroz povijest:
- SK Soko (1903. – 1933.)
- BASK (1933. – 1945.)
- FK Senjak (1945. – 1953.)
- FK BASK (1953. – danas)

Za BASK su igrali ovi poznati igrači:
- Milovan Jakšić
- Milutin Ivković
- Ferante Colnago
- Milorad Mitrović
- Aleksandar Tomašević
- Slavko Šurdonja
- Ratomir Čabrić
- Miroslav Lukić
- Miodrag Ranojević
- Mladen Sarić

## Vanjske poveznice
- FK BASK
- Transfermarkt